# A Touch of Class
Gli A Touch of Class (originariamente A.T.C.) sono stati un gruppo musicale dance e pop tedesco formatosi nel 1998 e scioltosi nel 2004; i quattro membri che lo componevano provenivano da nazioni completamente diverse: Joseph "Joey" Murray dalla Nuova Zelanda, Sarah Egglestone dall'Australia, Tracey Elizabeth Packham dall'Inghilterra e Livio Salvi dall'Italia.

## Storia
Il primo singolo degli A.T.C., Around the World (La La La La La) (cover in inglese del brano Pesen'ka della band russa Ruki Vverch) ottenne un grande successo, restando per sei settimane al primo posto nelle classifiche tedesche nel 2000 ed entrando successivamente nella Top 40 negli Stati Uniti d'America e nel Regno Unito. Il 6 febbraio 2001 pubblicarono sotto etichetta della Sony-BMG il loro album d'esordio, intitolato Planet Pop; l'album contiene canzoni che si rifanno ai brani degli AC16 e di Clyde Ward e ricevette il premio "Echo" nella categoria "Best Dance Act". I singoli successivi prodotti dalla band ebbero un buon seguito in Europa, ma ad ogni modo gli A.T.C. sono principalmente ricordati per il primo.
In seguito il DJ e produttore discografico ATB citò in causa gli A.T.C. per via del nome troppo assonante, cosicché il gruppo fu obbligato a rinominarsi per esteso A Touch of Class. Nel 2003 viene pubblicato il loro secondo album, Touch the Sky, da cui fu tratto un singolo, ma a causa degli scarsi consensi ricevuti il gruppo decise di sciogliersi e i singoli membri intrapresero carriere separate. Successivamente, nel 2007, il gruppo dance tedesco beFour ha realizzato una cover di Around the World con il testo modificato, intitolata Magic Melody.

## Discografia

### Album
- 2000 - Planet Pop
- 2003 - Touch the Sky

### Singoli
- 2000 - Around the World (La La La La La)
- 2000 - My Heart Beats Like a Drum (Dam Dam Dam)
- 2000 - Thinking Of You
- 2001 - Why Oh Why
- 2001 - I'm In Heaven (When You Kiss Me)
- 2002 - Set Me Free
- 2003 - New York City